# Jean Carson
Jean Leete Carson (Charleston, 28 de febrero de 1923-Palm Springs, 2 de noviembre de 2005) fue una actriz de teatro, cine y televisión estadounidense conocida por su trabajo como una de «The Fun Girls» («Las chicas divertidas») en la clásica comedia de situación de los años 60 The Andy Griffith Show.

## Biografía

### Primeros años de vida
Carson nació en Charleston, Virginia Occidental, de Alexander W. Carson y Sadie (de soltera Leete; descendiente de William Leete, primer gobernador de la Provincia de Connecticut). Se interesó por primera vez en el mundo del espectáculo cuando era niña, interpretando a una «niña india mala». A los 12 años consiguió su primer trabajo como actriz, ganando 5 dólares por un pequeño papel en una producción itinerante de Carmen que viajaba por su ciudad natal.
En la escuela secundaria fue elegida como la chica con más probabilidades de triunfar como actriz. Carson le dijo a su madre que iba a estar en Broadway. Antes de lograr ese objetivo, asistió al Instituto Carnegie de Tecnología (institución precursora de la Universidad Carnegie Mellon) en Pittsburgh, Pensilvania.

### Carrera

#### Teatro
Los primeros trabajos teatrales de Carson incluyeron actuar en producciones de Kanawha Players. Hizo su debut en Broadway en Bravo (1958) de George S. Kaufman. Sus otros trabajos en Broadway incluyeron Anniversary Waltz con Macdonald Carey, Two Blind Mice con Melvyn Douglas y Bird Cage, que le valieron una nominación al premio Tony.

#### Televisión
Carson apareció en muchas series de televisión pioneras, incluidas Studio One, The Twilight Zone (como Paula en «A Most Unusual Camera», una parte escrita especialmente para ella por Rod Serling) y The Ford Theatre Hour. Continuó haciendo apariciones como estrella invitada a lo largo de la década de 1950, incluida Paula en Peter Gunn en 1958, así como un papel regular en The Betty Hutton Show de 1959. (Carson describió a Hutton como una «vieja malhablada» y dijo que esa fue la única experiencia actoral que no disfrutó).
Interpretó el papel de la dueña de una taberna (Maggie) que acoge a un huérfano en el episodio 9 de la temporada 1 de la serie Sugarfoot en 1958.
En The Andy Griffith Show, Carson tuvo un breve papel como Naomi en un episodio de 1962 («Convicts At Large» con Jane Dulo y Reta Shaw), pero su papel más popular fue el de Daphne, una de las «The Fun Girls», quien apareció con Joyce Jameson de forma recurrente desde 1962 hasta 1965. Daphne era una coqueta notoria que saludaba a sus objetos de afecto con un gutural Hello doll («Hola muñeco»).
En febrero de 1964, tuvo un papel destacado como una vecina entrometida en «The Case of the Bountiful Beauty», temporada 7, episodio 17 de Perry Mason.

#### Cine
Carson tuvo papeles en películas como The Phenix City Story de 1955 y I Married a Monster from Outer Space de 1958. Carson sintió que algunos de estos roles la encasillaban («Soy lo que se llama una 'segunda mujer' o un 'segundo tomate'. Nunca atrapan al hombre»).
Obtuvo el cuarto lugar en los créditos de la comedia de Peter Sellers The Party de 1968, quizás su película más conocida. Su último papel cinematográfico fue Fun with Dick and Jane de 1977.

### Vida personal
Durante la primera mitad de la década de 1970, Carson tuvo un problema con la bebida que limitó su carrera como actriz. Se jubiló a principios de la década de 1980, con la excepción de la tutoría de actores de teatro comunitarios en el área de Palm Springs, donde se había mudado para estar cerca de sus hijos. Más tarde volvió a estar sobria. Estuvo asociada con The Andy Griffith Show durante muchos años, asistiendo a presentaciones del elenco, convenciones y otras reuniones y respondiendo personalmente a los fanáticos hasta que sufrió un derrame cerebral severo que la dejó incapacitada en septiembre de 2005.
Carson estaba casada con Leonard Smith Jr., quien era el subdirector del Roxy Theater.

### Muerte
El 2 de noviembre de 2005, Carson murió en Palm Springs, California, por complicaciones de un accidente cerebrovascular; ella tenía 82 años. Le sobrevivieron dos hijos.